# Dalbergia cana
Dalbergia cana är en ärtväxtart som beskrevs av Wilhelm Sulpiz Kurz. Dalbergia cana ingår i släktet Dalbergia, och familjen ärtväxter. IUCN kategoriserar arten globalt som livskraftig. Inga underarter finns listade i Catalogue of Life.